# Boulay-Moselle
Boulay-Moselle é uma comuna francesa na região administrativa do Grande Leste, no departamento de Mosela. Estende-se por uma área de 19.55 km², e possui 5.591 habitantes, segundo o censo de 2018, com uma densidade de 290 hab/km².